# ABCB11
ABCB11 (do inglês: ATP-binding cassette, sub-family B member 11) é uma proteína codificada pelo gene ABCB11.

## Função
O produto do gene ABCB11 é um transportador ABC chamado BSEP (Bile Salt Export Pump) ou sPgp (sister of P-glycoprotein). Esta proteína associada a membrana é um membro da superfamília de transportadores ABC. As proteínas ABC transportam várias moléculas através das membranas intra e extracelulares. Os genes ABC são divididos em sete subfamílias distintas (ABC1, MDR/TAP, MRP, ALD, OABP, GCN20, White).
Esta família é um membro da subfamília MDR/TAP. Alguns membros da subfamília MDR/TAP estão envolvidos na resistência multi-droga. Esta proteína em particular é responsável pelo transporte de ácido taurocólico e de outros conjugados de colato dos hepatócitos para a bílis. Em humanos, a actividade deste transportador é o maior determinante da formação e fluxo da bílis.

## Significância clínica
O gene ABCB11 é um gene associado com a colestase intra-hepática familiar progressiva de tipo 2 (PFIC2). A PFIC2 causada por mutações no gene ABCB11 aumenta o risco de carcinoma hepatocelular durante a fase inicial do desenvolvimento humano.